# Ximena Duque
Ximena Duque Atkins (ur. 30 stycznia 1985 w Cali) – kolumbijska aktorka.
W Polsce znana z ról z telenowelach Meandry miłości (zagrała Marię Aguilar, dziewczynę Alfredo) oraz Twarz Analiji (jako Camila Moncada, siostra tytułowej bohaterki).
Ximena po separacji rodziców przeprowadziła się wraz z matką do Miami, gdzie chodziła do szkoły i wzięła udział w drugim sezonie programu reality show Protagonistas de Novela. Tam poznała swojego przyszłego męża Christiana Carabíasa, z którym ma syna Christiana Jr. W 2009 roku razem z Christianem zagrała w telenoweli Valeria. Obecnie nie są już razem. W 2010 roku partnerem życiowym Ximeny został Carlos Ponce.

## Filmografia
- 2013: Santa Diabla jako Ines Robledo
- 2012: Corazon Valiente jako Samantha Sandoval Navarro
- 2011-2012: La Casa de al Lado Dom po sąsiedzku.  jako Carola Conde
- 2010-2011: Ktoś Cię obserwuje (Alguien Te Mira) jako Camila Wood
- 2010: Sacrificio de mujer jako Maria Gracia Bobadilla
- 2009-2010: Los Victorinos jako Diana Gallardo
- 2009-2010: Bella Calamidades jako Angelina
- 2009: Valeria jako Ana Lucía Hidalgo
- 2008-2009: Twarz Analiji (El rostro de Analía) jako Camila Moncada
- 2007-2008: Meandry miłości (Pecados Ajenos) jako María Aguilar
- 2005-2007: Decisiones jako Various Roles